# Ademar Pimenta
Adhemar Pimenta (Rio de Janeiro, DF , 12 de abril de 1896 — Rio de Janeiro, GB, 26 de agosto de 1970), foi um treinador de futebol e radialista brasileiro.

## Carreira
Durante a primeira metade da década de 30 foi diretor-técnico da Associação Metropolitana de Sports Athléticos. Iniciou sua carreira no Bangu em 1934, no Campeonato Carioca de 1934 da LCF. Ganhou destaque ao assumir o cargo de técnico do Madureira, onde foi vice-campeão carioca de 1936, além de ter sido campeão do Campeonato Carioca de 1937, organizado pela Federação Metropolitana de Desportos, comandando o São Cristóvão.

Treinou a Seleção Brasileira de 1936 à 1938, onde na Copa do Mundo de 1938 levou a seleção ao então inédito terceiro lugar do mundial, também tendo comandado na campanha do vice-campeonato Sul-Americano em 1937.

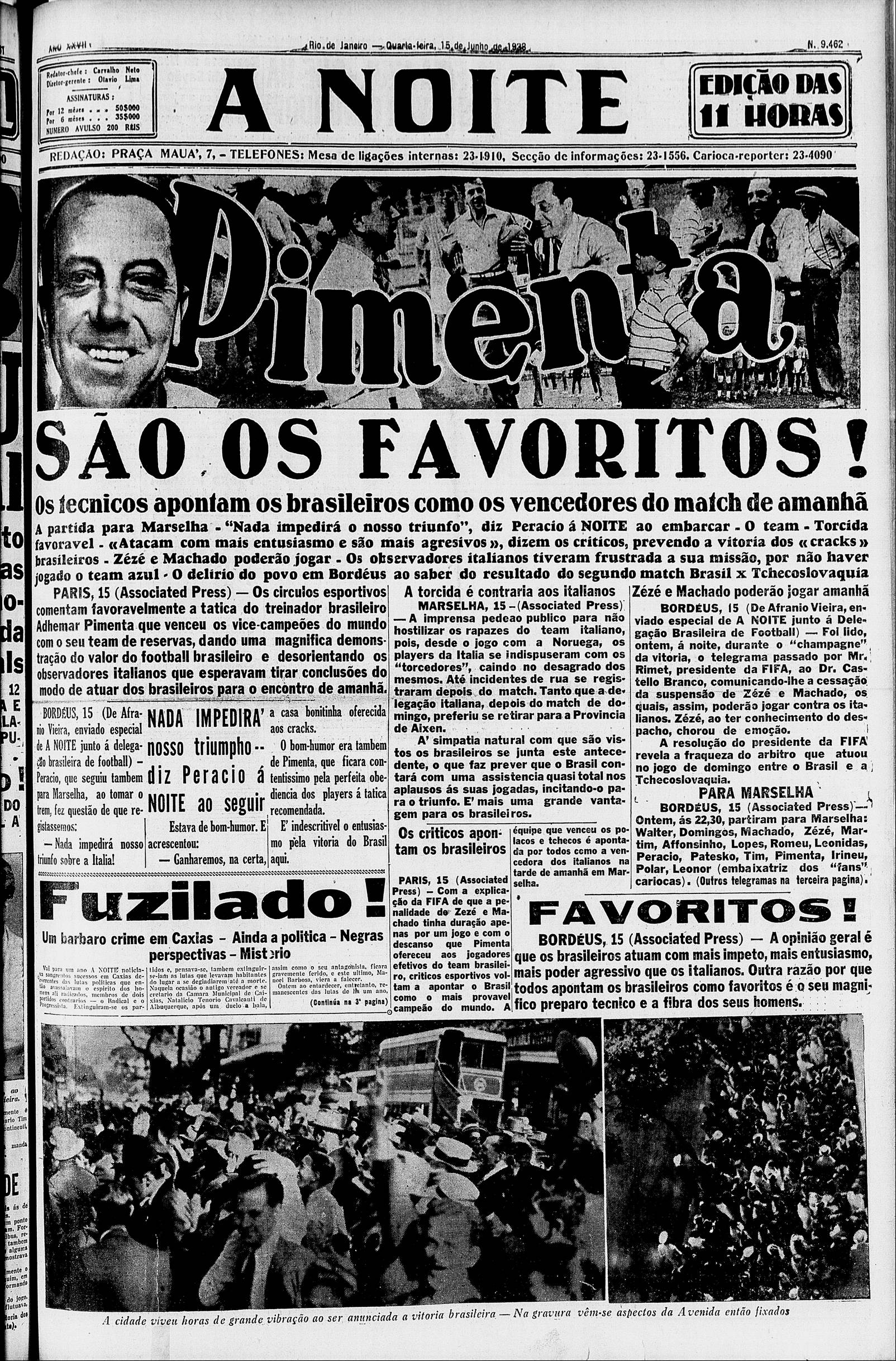
Página do jornal A Noite sobre o favoritismo da Seleção Brasileira na Copa do Mundo de 1938 antes da semifinal.

## Copa do Mundo FIFA de 1938
Ademar treinou a Seleção Brasileira durante a Copa do Mundo de 1938, onde eliminou a Polônia nas oitavas de final por 6–5 e a Tchecoslováquia nas quartas por 3–2, mas acabou perdendo para a Seleção Italiana na semifinal por 2–1. Ganhou da Suécia na disputa do 3º lugar por 4–2.

O técnico acabou poupando o atacante Leônidas da Silva, o então melhor jogador brasileiro, na semifinal contra a Itália, devido à uma exaustão muscular ,mas 3 dias depois disputou a decisão de 3º lugar contra a Suécia, marcando 2 gols. A "rápida" recuperação de Leônidas gerou várias críticas, alegando de que o jogador teria condições de atuar na partida anterior.